# Lijst van voetbalinterlands Botswana - Rusland (vrouwen)
Deze lijst van voetbalinterlands is een overzicht van alle officiële voetbalinterlands tussen de nationale vrouwenteams van Botswana en Rusland. De landen hebben tot nu toe één keer tegen elkaar gespeeld. 

## Wedstrijden
| № | Plaats  | Datum            | Competitie        | Wedstrijd          | Uitslag |
| - | ------- | ---------------- | ----------------- | ------------------ | ------- |
| 1 | Kadriye | 27 februari 2024 | Vriendschappelijk | Rusland − Botswana | 4 − 0   |

## Samenvatting
| Competitie        | Totaal gespeeld | Winst Botswana | Gelijk | Winst Rusland | Doelsaldo Botswana – Rusland |
| ----------------- | --------------- | -------------- | ------ | ------------- | ---------------------------- |
| Vriendschappelijk | 1               | 0              | 0      | 1             | 0 − 4                        |
| Totaal            | 1               | 0              | 0      | 1             | 0 − 4                        |

BFA · A-internationals · Botswaans mannenelftal
2002 – 2009 · 2010 – 2019 · 2020 – 2029
Angola ·
Burundi ·
Comoren ·
Congo-Kinshasa ·
Gabon ·
Kameroen ·
Kenia ·
Lesotho ·
Madagaskar ·
Malawi ·
Mali ·
Marokko ·
Mauritius ·
Mozambique ·
Namibië ·
Nigeria ·
Rusland ·
Swaziland ·
Tanzania ·
Togo ·
Tunesië ·
Zambia ·
Zimbabwe ·
Zuid-Afrika ·
Zuid-Soedan